# المجلة الأمريكية لطب القلب
المجلة الأمريكية لطب القلب هي مجلة علمية محكمة تصدر كل أسبوعين في مجال أمراض القلب وأمراض القلب والأوعية الدموية بشكل عام. كان رئيس التحرير هو ويليام سي روبرتس من عام 1982 إلى عام 2022؛ ثم استقال وحل محله سوبهاش بانيرجي. وهي تحل محل معاملات الكلية الأمريكية لأمراض القلب التي نشرت من عام 1951 إلى عام 1957 ونشرة الكلية الأمريكية لأمراض القلب ، ولكن لا ينبغي الخلط بينها وبين مجلة الكلية الأمريكية لأمراض القلب .
وفقًا لتقارير الاستشهاد بالمجلات ، تتمتع المجلة بعامل تأثير عام 2020 يبلغ 2.778، مما يجعلها في المرتبة 80 من بين 142 مجلة في فئة "أنظمة القلب والأوعية الدموية". 

## الروابط الخارجية
- الموقع الرسمي